# Łubnice (Łódź)
Pour les articles homonymes, voir Łubnice.
Łubnice est une localité polonaise, siège de la gmina de Łubnice, située dans le powiat de Wieruszów en voïvodie de Łódź.